# Художественный музей Уичито
Художественный музей Уичито (англ. Wichita Art Museum) — художественный музей в городе Уичито, Канзас, США.
Музей был основан в 1915 году, когда Луиза Мэрдок (англ. Louise Murdock) создала траст, чтобы согласно завещанию мужа Роланда (англ. Roland P. Murdock) собрать коллекцию произведений искусства в память о нём. Траст начал приобретать для города художественные произведения разных направлений и жанров. В коллекцию вошли работы выдающихся американских художников, включая Мэри Кассат, Артура Доува, Томаса Икинса, Роберта Генри и многих других. Холл музея украшают потолок и люстра, выполненные американским стекловаром Дейлом Чихули.
Открытие музея состоялось в 1935 году. В 1963 году здание музея было расширено. В 1964 году был создан фонд с целью сбора средств для новых приобретений. В 1970-х годах была обновлена система микроклимата в здании музея. В 2003 году прошел очередной этап расширения площади музея, которые достигли 115 000 квадратных футов.